# Зимняя классика НХЛ
Зимняя классика НХЛ (англ. NHL Winter Classic) — матч регулярного чемпионата Национальной хоккейной лиги, проводимый на открытом воздухе. Все матчи прошли на стадионах США.

## История
28 сентября 1991 года в Лас-Вегасе состоялся товарищеский матч на открытом воздухе между «Лос-Анджелес Кингз» и «Нью-Йорк Рейнджерс».
Прародителем «Зимней классики» был первый матч регулярного чемпионата НХЛ, сыгранный под открытым небом в сезоне 2003/04. Тогда 22 ноября 2003 года на Стадионе Содружества в Эдмонтоне местные «Ойлерз» встретились с «Монреаль Канадиенс». Несмотря на мороз в −18 градусов, поединок собрал на стадионе 57 167 зрителей. Тот матч получил название «Heritage Classic» (Классика Наследия).
Руководство НХЛ решило в первых числах января проводить один матч регулярного чемпионата на открытом воздухе. Первым матчем в рамках Зимней классики, стал поединок состоявшийся 1 января 2008 года между «Баффало Сейбрз» и «Питтсбург Пингвинз» на «Ральф Уилсон Стэдиум» в Орчард-Парке. На том матче присутствовало 71 217 болельщиков.
В сезоне 2010/11 впервые в истории НХЛ прошли сразу два матча на открытом воздухе. Сначала, 1 января 2011 года прошла очередная «Зимняя классика» между «Питтсбургом» и «Вашингтоном», а 20 февраля в рамках возрожденного матча «Heritage Classic» встречались «Калгари» и «Монреаль».
Зимняя классика 2013 должна была состояться 1 января 2013 года в городе Анн-Арбор штат Мичиган, на «Мичиган Стэдиум» между «Детройт Ред Уингз» и «Торонто Мейпл Лифс». Однако матч был отменен из-за локаута. Ожидалось что этот матч установит новый мировой рекорд по количеству пришедших зрителей, так как «Мичиган Стэдиум» или, как его ещё называют, «Большой дом» (анг.The Big House) является самым вместительным стадионом в Северной Америке и одним из самых вместительных в мире. Ровно через год Зимняя классика на этом стадионе состоялась. На матч между «Детройтом» и «Торонто» был продан 105 491 билет, однако рекорд не был зарегистрирован Книгой рекордов Гиннесса, так как не удалось установить точное количество пришедших на матч зрителей. Стадиону уже принадлежит мировой рекорд по вместимости на хоккейных матчах — 104 173 зрителя.

## Матчи Зимней классики НХЛ
| Год  | Дата       | Место                                         | Зрителей | Хозяева               | Гости                 | Счёт     |
| ---- | ---------- | --------------------------------------------- | -------- | --------------------- | --------------------- | -------- |
| 2008 | 01.01.2008 | Ральф Уилсон Стэдиум, Орчард-Парк, Нью-Йорк   | 71 217   | «Баффало Сейбрз»      | «Питтсбург Пингвинз»  | 1:2 (Б)  |
| 2009 | 01.01.2009 | Ригли-филд, Чикаго, Иллинойс                  | 40 818   | «Чикаго Блэкхокс»     | «Детройт Ред Уингз»   | 4:6      |
| 2010 | 01.01.2010 | Фенуэй Парк, Бостон, Массачусетс              | 38 112   | «Бостон Брюинз»       | «Филадельфия Флайерз» | 2:1 (OT) |
| 2011 | 01.01.2011 | Хайнц-филд, Питтсбург, Пенсильвания           | 68 111   | «Питтсбург Пингвинз»  | «Вашингтон Кэпиталз»  | 1:3      |
| 2012 | 02.01.2012 | Ситизенс-бэнк-парк, Филадельфия, Пенсильвания | 46 967   | «Филадельфия Флайерз» | «Нью-Йорк Рейнджерс»  | 2:3      |
| 2014 | 01.01.2014 | Мичиган Стэдиум, Анн-Арбор, Мичиган           | 105 491  | «Детройт Ред Уингз»   | «Торонто Мейпл Лифс»  | 2:3 (Б)  |
| 2015 | 01.01.2015 | Нэшионалс Парк, Вашингтон, округ Колумбия     | 42 832   | «Вашингтон Кэпиталз»  | «Чикаго Блэкхокс»     | 3:2      |
| 2016 | 01.01.2016 | Джиллетт Стэдиум, Фоксборо, Массачусетс       | 67 246   | «Бостон Брюинз»       | «Монреаль Канадиенс»  | 1:5      |
| 2017 | 02.01.2017 | Буш Стэдиум, Сент-Луис, Миссури               | 46 556   | «Сент-Луис Блюз»      | «Чикаго Блэкхокс»     | 4:1      |
| 2018 | 01.01.2018 | Сити-филд, Нью-Йорк, Нью-Йорк                 | 41 821   | «Баффало Сейбрз»      | «Нью-Йорк Рейнджерс»  | 2:3 (ОТ) |
| 2019 | 01.01.2019 | Нотр-Дам Стэдиум, Саут-Бенд, Индиана          | 76 126   | «Чикаго Блэкхокс»     | «Бостон Брюинз»       | 2:4      |
| 2020 | 01.01.2020 | Коттон Боул, Даллас, Техас                    | 85 630   | «Даллас Старз»        | «Нэшвилл Предаторз»   | 4:2      |
| 2022 | 01.01.2022 | Таргет-филд, Миннеаполис, Миннесота           | 38 619   | «Миннесота Уайлд»     | «Сент-Луис Блюз»      | 4:6      |
| 2023 | 02.01.2023 | Фенуэй Парк, Бостон, Массачусетс              | 39 243   | «Бостон Брюинз»       | «Питтсбург Пингвинз»  | 2:1      |
| 2024 | 01.01.2024 | Ти-Мобайл Парк, Сиэтл, Вашингтон              | 47 313   | «Сиэтл Кракен»        | «Вегас Голден Найтс»  | 3:0      |
| 2025 | 31.12.2024 | Ригли-филд, Чикаго, Иллинойс                  | 40 933   | «Чикаго Блэкхокс»     | «Сент-Луис Блюз»      | 2:6      |

## Галерея

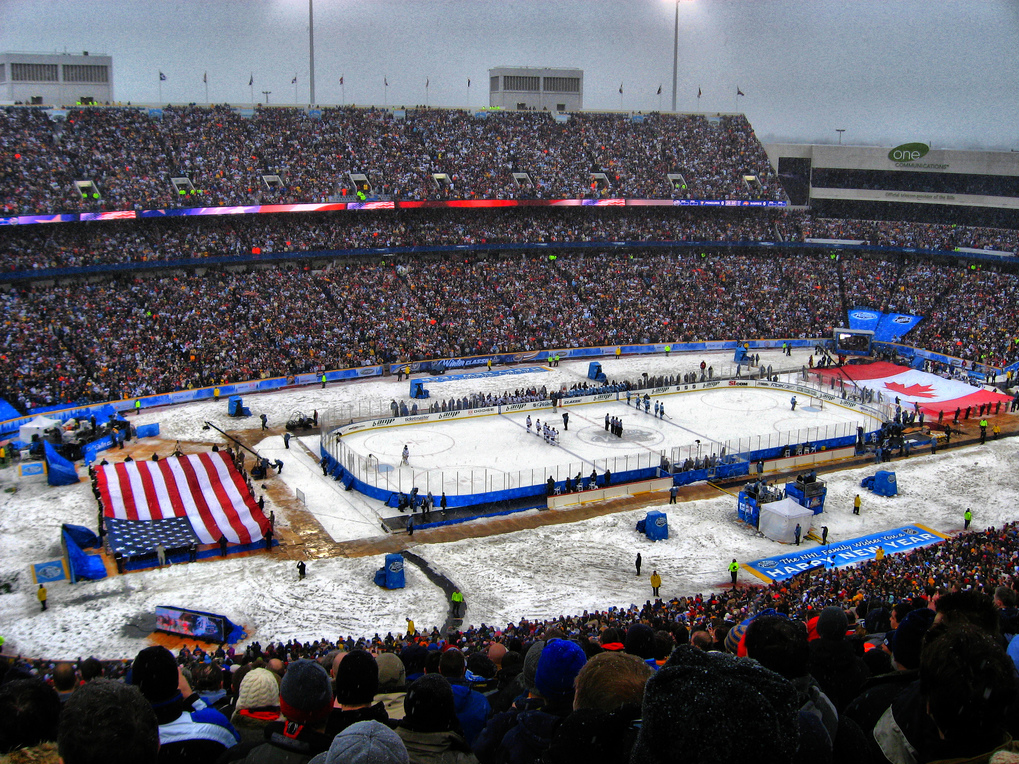
Церемония открытия «Зимней классики 2008»
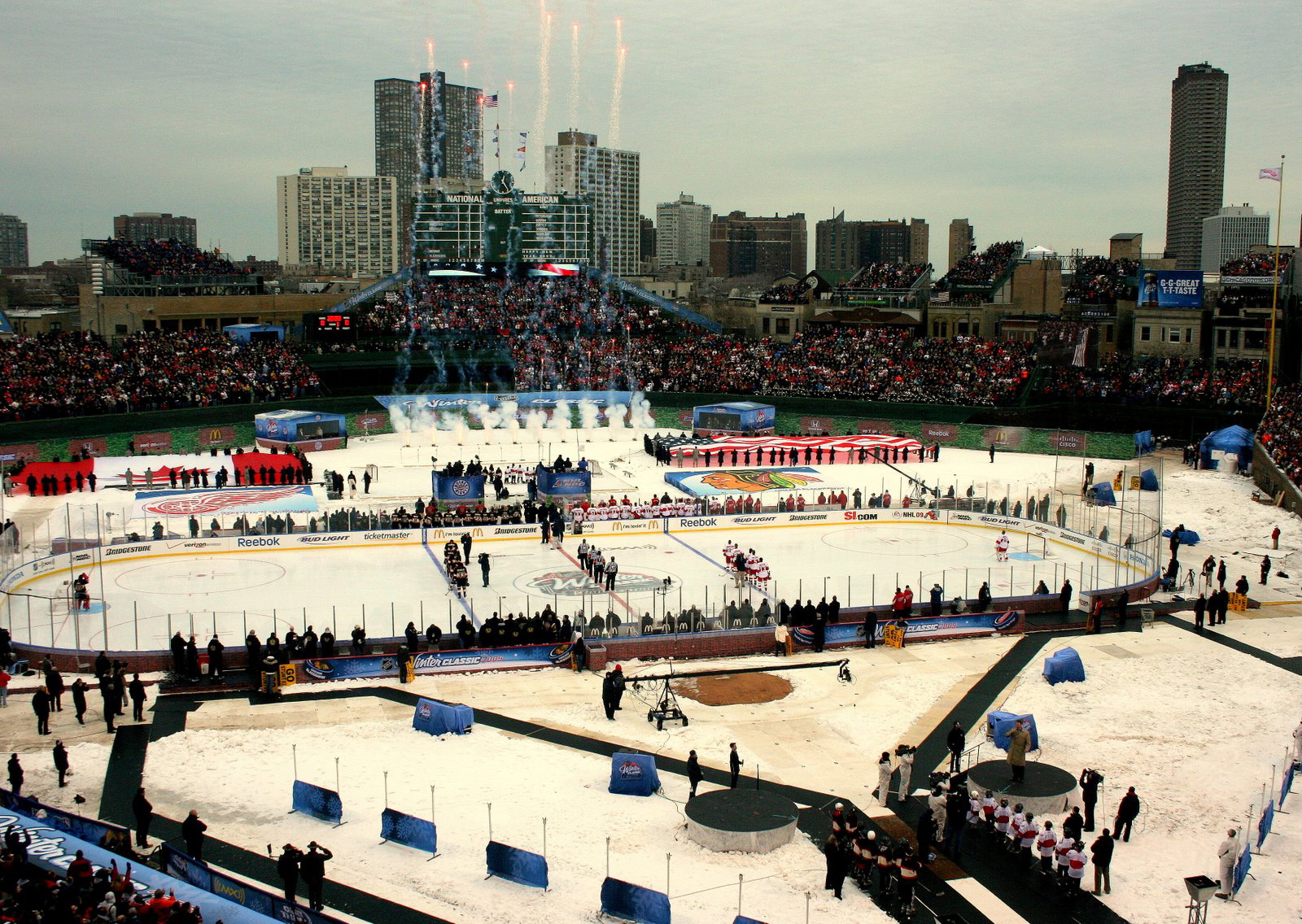
Зимняя классика 2009
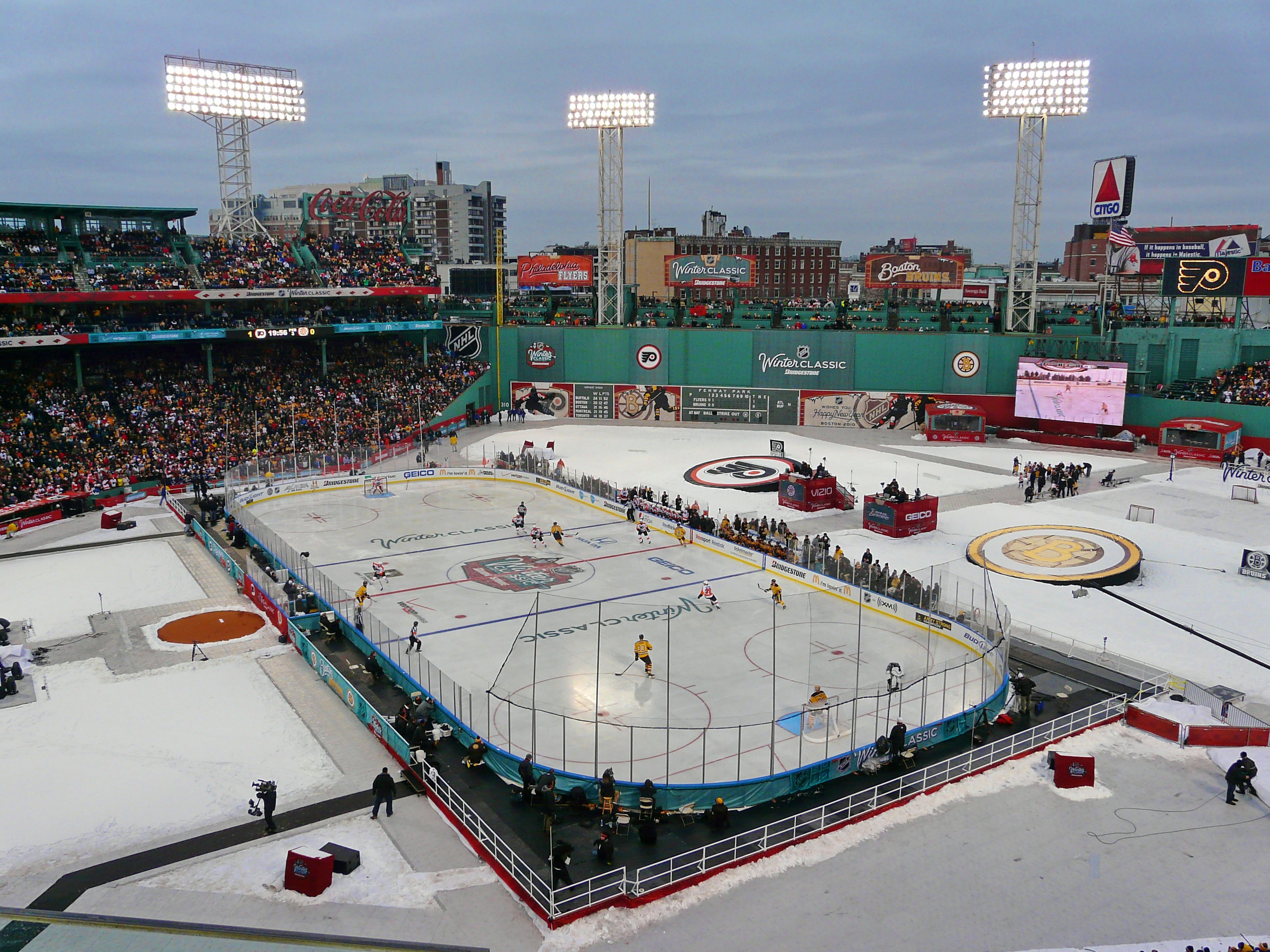
Зимняя классика 2010
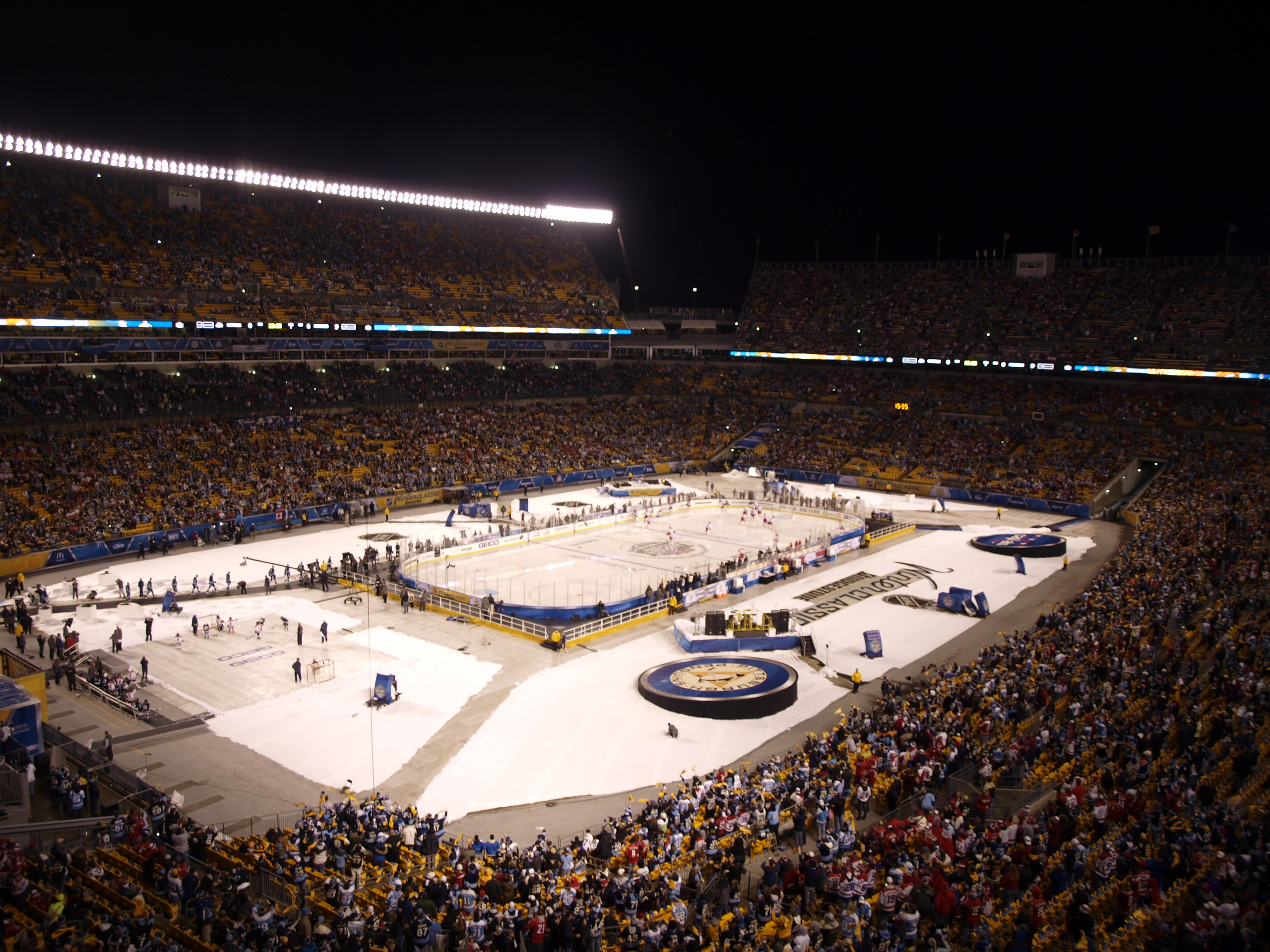
Зимняя классика 2011
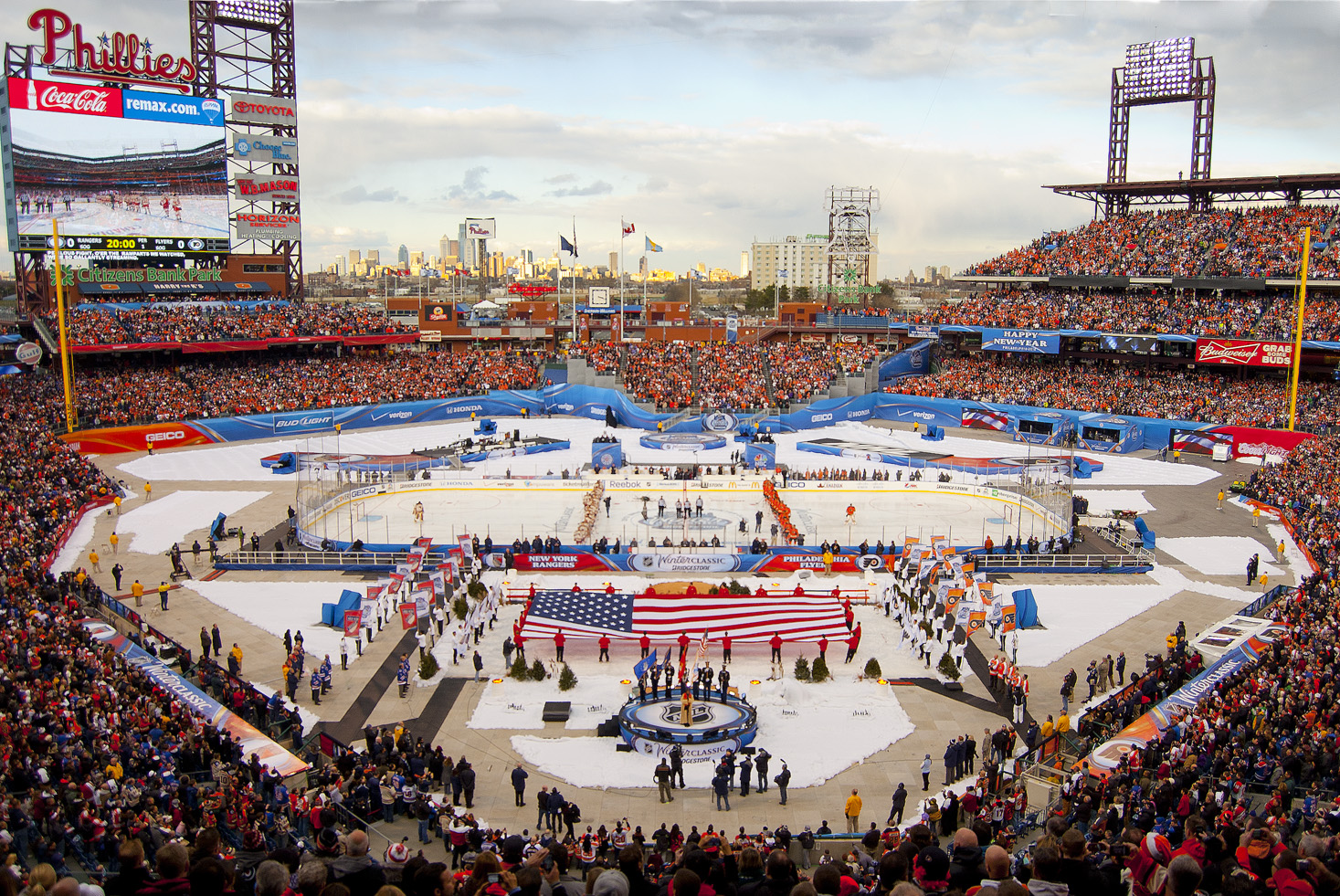
Зимняя классика 2012
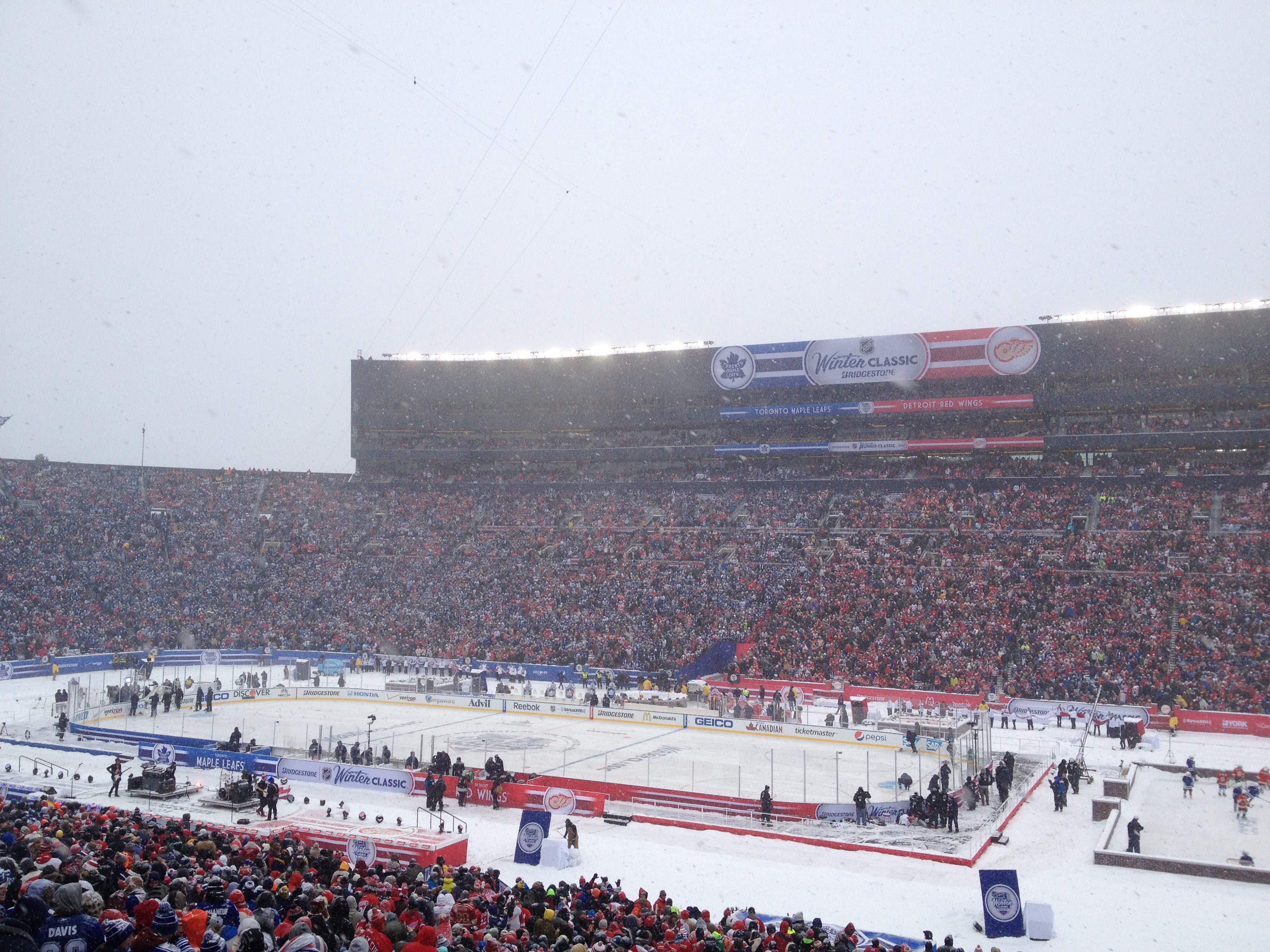
Зимняя классика 2014
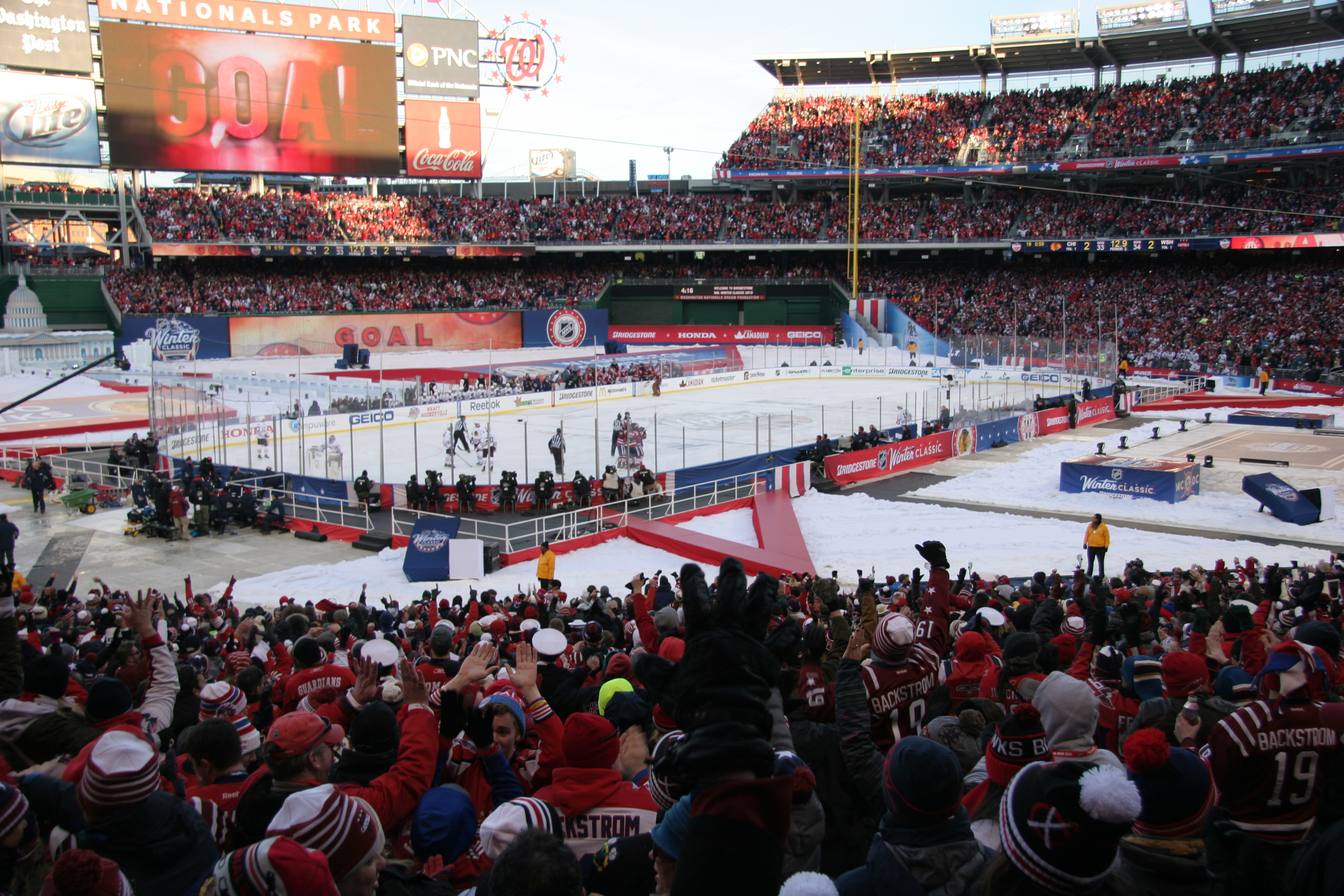
Зимняя классика 2015
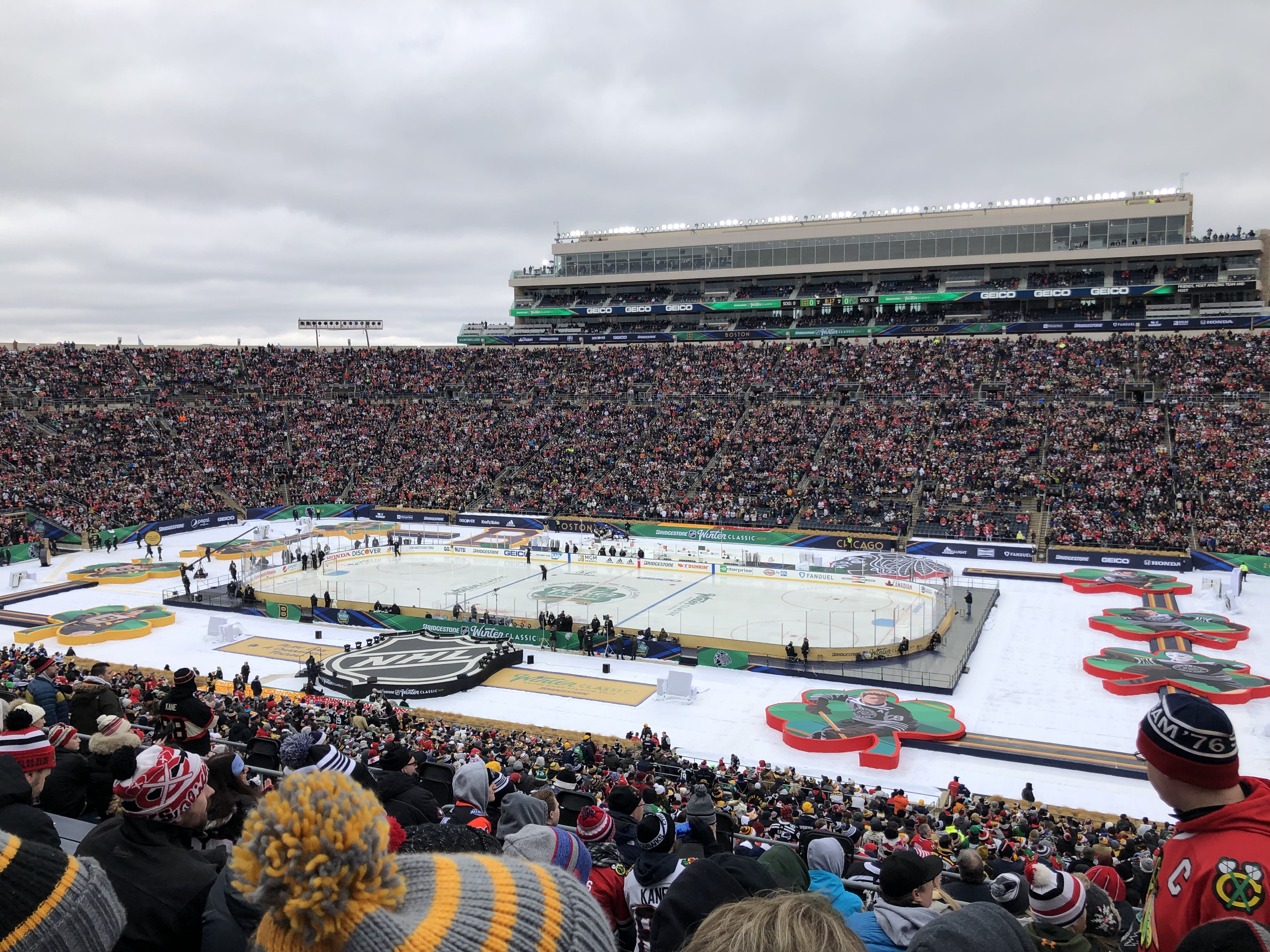
Зимняя классика 2019